# Боул, Марк
Марк Боул (англ. Mark Boal; род. 23 января 1973, Нью-Йорк) — американский сценарист и журналист, двукратный обладатель премии «Оскар» (дважды в 2010).
Получил широкую известность в 2007 году с выходом фильма Пола Хаггиса «В долине Эла», снятого на основе статьи Боула 2004 года «Смерть и бесчестие» для журнала Playboy. В ней было рассказано о расследовании гибели ветерана Иракской войны Ричарда Дэвиса, убитого вскоре после возвращения домой в 2003 году.
Также написал сценарий и был продюсером военного триллера «Повелитель бури», рассказывающего об элитном отряде сапёров, расквартированном в Ираке. Сценарий о работе сапёров писал по результатам своей поездки в Ирак: наблюдал за работой сапёров и выезжал с ними по 10—15 раз в день на задания. При этом использовал не только документальные материалы, некоторые из сюжетов носили вымышленный характер. Сопродюсером и режиссёром фильма выступила Кэтрин Бигелоу. Боал также пишет статьи для The Village Voice и Rolling Stone.
Фильмография:
- 2007 — «В долине Эла» (автор сюжета)
- 2009 — «Повелитель бури» (сценарист и продюсер)
- 2012 — «Цель номер один» (сценарист)
- 2014 — Call of Duty: Advanced Warfare (автор истории)
- 2017 — «Детройт» (сценарист и продюсер)
- 2019 — «Тройная граница» (сценарист)

## Награды и номинации
| Премия                         | Год  | Фильм             | Категория                    | Результат |
| ------------------------------ | ---- | ----------------- | ---------------------------- | --------- |
| «Оскар»                        | 2010 | «Повелитель бури» | Лучший фильм                 | Победа    |
| «Оскар»                        | 2010 | «Повелитель бури» | Лучший оригинальный сценарий | Победа    |
| «Оскар»                        | 2013 | «Цель номер один» | Лучший фильм                 | Номинация |
| «Оскар»                        | 2013 | «Цель номер один» | Лучший оригинальный сценарий | Номинация |
| «Золотой глобус»               | 2010 | «Повелитель бури» | Лучший сценарий              | Номинация |
| «Золотой глобус»               | 2013 | «Цель номер один» | Лучший сценарий              | Номинация |
| BAFTA                          | 2010 | «Повелитель бури» | Лучший фильм                 | Победа    |
| BAFTA                          | 2010 | «Повелитель бури» | Лучший оригинальный сценарий | Победа    |
| BAFTA                          | 2013 | «Цель номер один» | Лучший фильм                 | Номинация |
| BAFTA                          | 2013 | «Цель номер один» | Лучший оригинальный сценарий | Номинация |
| «Выбор критиков»               | 2010 | «Повелитель бури» | Лучший оригинальный сценарий | Номинация |
| «Выбор критиков»               | 2013 | «Цель номер один» | Лучший оригинальный сценарий | Номинация |
| «Спутник»                      | 2009 | «Повелитель бури» | Лучший оригинальный сценарий | Номинация |
| «Спутник»                      | 2012 | «Цель номер один» | Лучший оригинальный сценарий | Победа    |
| Венецианский кинофестиваль     | 2009 | «Повелитель бури» | Приз Gucci                   | Победа    |
| Премия Гильдии продюсеров США  | 2010 | «Повелитель бури» | Лучший фильм                 | Победа    |
| Премия Гильдии продюсеров США  | 2013 | «Цель номер один» | Лучший фильм                 | Номинация |
| Премия Гильдии сценаристов США | 2010 | «Повелитель бури» | Лучший оригинальный сценарий | Победа    |
| Премия Гильдии сценаристов США | 2013 | «Цель номер один» | Лучший оригинальный сценарий | Победа    |